# Erysiptila
Erysiptila is een geslacht van vlinders van de familie grasmineermotten (Elachistidae).

## Soorten
- E. clevelandi (Busck, 1914)